# إريك نيوبى
إريك نيوبى أو George Eric Newby ولد في6 ديسمبر 1919 ومات في 20 أكتوبر 2006 مؤلف إنجليزي وأديب رحاله ويعتبر من أروع الكتاب الرحالة في القرن العشرين.
ولد ونشأ بالقرب من جسر هامر سميث بمدينة لندن وتعلم في المراحل الأولى في مدارس بول، التحق بالجيش الإنجليزي في 1940 وقام بمهمة بلاك واتش في الهند قبل أن يتطوع في قسم المراكب الخاصة ،أحتجز كأسير حرب من قبل القوات الإيطالية في سنة 1942 إلى 1943.
قام بالهرب في سنة 1943 بكاحل مكسور من خلال الأرياف المحيطة بمعسكر الأسرى بمساعدة واندا (الزوجة المستقبلية له) ابنة أحد المدرسين السلوفانيين.
قضى 10 أعوام بعد عملية هروبه في مقر عمل أبيه.